# Мексиканката и блондинът
Мексиканката и блондинът (на испански: La mexicana y el güero) е мексиканска теленовела, режисирана от Аурелио Авила и Виктор Родригес и продуцирана от Никандро Диас Гонсалес за Телевиса през 2020 г. Версията, написана от Кари Фахер, е базирана на чилийската теленовела Cómplices, създадена от Виктор Караско и Висенте Сабатини.
В главните роли са Итати Канторал и Хуан Солер, а в отрицателните – Луис Роберто Гусман, Лаура Вигнати и Таня Лисардо. Специално участие вземат първите актьри Жаклин Андере, Патрисио Кастийо, Росио Банкелс и Лорена Веласкес.

## Сюжет
Тайлър Сомърс е милионер, осиновен от американска двойка, който се опитва да намери биологичното си семейство в Мексико. След инцидент в Скалистите планини в Айдахо, Роус, осиновителката на Тайлър, му признава на смъртното си ложе, че истинската му майка живее в Мексико. Това кара Андреа Ибарола и дъщеря ѝ Катя, две красиви измамници, които организират следващия си удар: „Създай фалшиво семейство, за да получиш Тайлър Сомърс, и по този начин да можеш да грабнеш богатството му“, като в този план Андреа ще се представи за негова биологична сестра. След пристигането си в Мексико, Андреа се среща с Тайлър, който остава впечатлен от нея. Създава се любовен триъгълник между Тайлър, Андреа и нейния годеник и съучастник Рене Фахардо. Рене поставя Андреа пред голяма морална дилема - да забрави за богатството и влюбване в Тайлър или амбицията да присвои богатството му и да избяга с Рене.

## Актьори
- Итати Канторал - Андреа Ибарола Хил
- Хуан Солер - Талър Сомърс
- Луис Роберто Гусман - Рене Фахардо
- Жаклин Андере - Брунилда / Матилде Рохас
- Нора Салинас - Елена Пенялоса де Ередия
- Гала Монтес - Катя Ибарола Хил
- Сиан Чонг - Диего Торес
- Иран Кастийо - Гладис Кармона
- Лаура Вигнати - София Гастелум де Нава
- Даниела Алварес - Виери Неия Роблес
- Хулио Камехо - Марио Нава
- Габриела Карийо - Паулина Виясеньор
- Елеасар Гомес - Себастиан де ла Мора (#1)
- Фердинандо Валенсия - Себастиан де ла Мора (#2)
- Елайн Аро - Росио Ередия Пенялоса
- Габриела Самора - Марсия Серано де Аяла
- Мигел Мартинес - Игнасио Сантойо де ла Мора
- Родриго Абед - Гонсало Ередия
- Таня Лисардо - Сулема Гутиерес
- Сабине Мусиер - Олинка Коен
- Алехандра Прокуна - Исис де Роблес
- Монсерат Мараньон - Чабела
- Даниел Лефьор - Меган Робин
- Патрисио Кастийо - Хайме Салваторе
- Пабло Валентин - Луис Аяла
- Росио Банкелс - Долорес де ла Мора
- Карлос Мосмо - Арчи
- Хоан Кури - Лестер
- Джаки Соуса - Ерика Нуниес
- Хосе Монтини - Бонифасио Роблес
- Лорена Веласкес - Роус Сомърс
- Родриго Бранд - Брандон Ередия Пенялоса
- Серхио Рейносо - Фермин Сантойо
- Омар Фиеро - Агустин Гастелум
- Лаура Кампос - Мелъди Нава Гастелум
- Орасио Панчери - Родриго Авеянеда
- Марта Хулия - Рехина Кармона
- Ерика Буенфил - Д-р Моника Травен
- Лусеро Ландер - Пиедад де ла Мора де Сантойо

## Премиера
Премиерата на теленовелата е на 17 август 2020 г. по Las Estrellas. Последният 126. епизод е излъчен на 7 февруари 2021 г.

## Продукция
Продуцентът Никандро Диас насрочва записите на теленовелата за 30 март 2020 г., но са прекратени заради пандемията от COVID-19 в Мексико, като след това са планирани за 20 април. Телевиса обявява, че това е прецедент в 45-годишната история на компанията. Заснемането на теленовелата започва на 9 юни 2020 г. във форуми 10 и 15 на Телевиса Сан Анхел.

### Уволнение на Елеасар Гомес
В края на октомври 2020 г. Елеасар Гомес (актьорът, който изпълнява ролята на "Себастиан де ла Мора" в продукцията) е арестуван за извършване на домашно насилие над партньорката си, перуанския модел Стефани Валенсуела, в дома си в град Мексико. Актьорът е свързан със съдебен процес и е задържан в Северния затвор на мексиканската столица. Воден от горното, продуцентът Никандро Диас Гонсалес публикува прессъобщение в Туитър, в което съобщава, че актьорът е уволнен от продукцията, като подчертава, че "нито Телевиса, нито продукцията подкрепят насилието", като допълва, че ще се проведе кастинг, за да се намери актьор, който да влезе в ролята на същия персонаж. Сред актьорите, които се явяват на кастинга, са Мишел Лопес, Руи Сендерос и Хуан Пабло Хил. На 18 ноември 2020 г. Телевиса публикува прессъобщение, в което обявява, че актьорът Фердинандо Валенсия е избран да изиграе героя, чиято първа поява на екрана ще бъде в средата на декември 2020 г.

## Прием

### Публика
| Година    | Излъчване | Брой епизоди | Премиера       | Премиера         | Финал           | Финал            |
| Година    | Излъчване | Брой епизоди | Дата           | Зрители (в млн.) | Дата            | Зрители (в млн.) |
| --------- | --- | ------------ | -------------- | ---------------- | --------------- | ---------------- |
| 2020-2021 | понеделник-петък 20:30-21:30 (еп. 1-30) понеделник-петък 18:30-19:30 (еп. 31-125) неделя 20:30-23:00 (еп. 126) | 126          | 17 август 2020 | 3,3              | 7 февруари 2021 | 3,6              |

### Критика
Специализираният сайт lahoradelanovela.com дава оценка 8/10, аргументирайки се: „Добре е като цяло теленовелата да прокарва добротата. Тонът, режисурата и най-вече играта на актьорския състав правят това уважаван продукт.“
Критикът Алваро Куева пише в мексиканския вестник Milenio: „Най-добрата от старите с най-доброто от новите мелодрами, много интересно съчетание, което започва като международен формат и включва няколко марки, не само Телевиса.“

## Награди и номинации
TV Adicto Golden Awards 2020
| Категория                          | Номинация       | Резултат |
| ---------------------------------- | --------------- | -------- |
| Най-добра актриса в комична роля   | Жаклин Андере   | Печели   |
| Най-добро женско откритие          | Гала Монтес     | Печели   |
| Най-добро специално женско участие | Лорена Веласкес | Печели   |
| Най-добра женска звезда            | Итати Канторал  | Печели   |